# Franc Uršič (teritorialec)
Franc Uršič, slovenski teritorialec, * 17. februar 1966, Novo mesto, † 4. julij 1991, Novo mesto.
Odraščal je v vasi Prečna in se po končanem šolanju zaposlil v bližnjem podjetju Novoles. Vojaški rok v JLA je odslužil med februarjem 1985 in marcem 1986.
Kot rezervist 21. območnega štaba Novo mesto (Odred za posebne namene Novo mesto) pod poveljstvom stotnika Franca Smerduja je bil vpoklican 19. junija 1991 na Lanšprežu. Opravili so usposabljanje in nato ostali pod orožjem zaradi osamosvojitvenih aktivnosti. 27. junija 1991 je njegov odred prejel ukaz o premiku na mesto cestne blokade na Medvedjeku. Tam je bil Uršič ob prvem napadu oklepnikov JLA BOV-3 na položaje pripadnikov Teritorialne obrambe 26. junija ranjen v glavo. Prepeljali so ga v bolnišnico v Novem mestu, kjer je 4. julija za posledicami ran umrl.
Posthumno je bil odlikovan s častnim vojnim znakom, najvišjim vojaškim odlikovanjem za pripadnike Slovenske vojske, in častnim znakom svobode Republike Slovenije. Julija 2012 so po njem poimenovali vojašnico v Novem mestu, ki se zdaj imenuje Vojašnica Franca Uršiča.